# Dzsahán Sáh mogul herceg
Kudzsaiszta Aktár Dzsahán Sáh (1673. október 4. – 1712. március 30.) I. Bahádur sah negyedik fia volt. Malva szubahdárja volt (1707-1712) és birodalmi manszabdari rangot 30 ezer zattal és 20 ezer szavarral (a számok meghatározták mennyi és milyen fegyverzetű katonát kellett tartania és ezért mennyi járulékot kapott). Apja halála után összefogott testvérével, Muizz-ud-Dinnel (Dzsahandár sah) és vereséget mértek harmadik testvérükre, Azim-us-sanra 1712-ben. Ám Muizz-ud-Din nem értett egyet a birodalmi kincstár elosztásán és egymás ellen fordultak. A döntő csatában Dzsahán Sáh elesett legidősebb fiával, Farkhunda Akhtárral egyetemben. Fiatalabb fia, Mohamed sah később 28 éven keresztül igazgatta az országot.

## Magánélete
Sáh Dzsahán 1673. október 4-én született és 1712. március 30-án halt meg Lahor közelében, testvére, Dzsahandár sah elleni harcban esett el. Egyik felesége Zakijat-un-Nisza, Akbár herceg, Aurangzeb negyedik fiának a lánya volt. Agrában vette őt el ugyanazon a napon, amikor, mikor bátyja, Rafi-us-San vette el Akbár herceg másik lányát, Jahja kánt. Másik felesége Fakhr-un-Nissza Begam volt, akitől Rosan Akhtar fiuk született, a későbbi Mohamed mogul sah. Állítólag Sarih Kázi leszármazottja volt. Körülbelül 60 évesen hunyt el 1733. május 16-án. Harmadik felesége, vagy ágyasa Nek Manzir volt, aki Delhiben halt meg 1744. április 27-én.

## Bahádur mogul sah és fiai viszonya
Bahádur halálakor az egész táboron eluralkodott a zűrzavar. Ahogy várható volt, amint kilehelte az uralkodó a lelkét, fiai máris egymás ellen fordultak és versengtek a birodalomért.
Azim-us-San, a sah második fia, Aurangzeb uralkodása idején legalább 10 évig távol élt apjától. 1697-98-ban Bengál kormányzója volt, majd ehhez még megkapta Bihárt 1702-03-ban. Csak 1707-ben látta újra apját a Dzsadzsaui ütközet előtt, ahol vereséget mért Azám sahra.
Ez alatt az idő alatt Dzsahandár, a legidősebb fiú, a közügyekben tanúsított alkalmatlansága miatt elveszítette apja jóindulatát és ideje java részét Multánban töltötte.
Míg Bahádur a Kabuli tartományban igazgatott, eleinte harmadik fia, Rafi-us-San, volt a főtanácsadója és kedvenc fia. Ezt a szerepet azonban idővel negyedik fia, Dzsahán Sáh herceg vette át, aki megtartotta befolyását apja uralkodásának elején.
Ám ez a helyzet is változott megközelítőleg 1709 decemberében, amikor a sah átlépte a Narmada folyót Hindusztán irányában. Ekkor minden befolyás Azim-us-Sanra szállt át. Ebben valószínűleg szerepet játszott Dzsahán Sáh gyakori betegeskedése (1709. december 4. – 28., 1711. július 30. – október 5.). Bármi is volt az ok, az uralkodó haláláig Azim-us-San maradt az uralkodó kedvenc fia. Ezért a testvérek irigykedtek rá és a viszony a testvérek közt ellenséges volt.

## Bahádur halála
Mikor az uralkodó, Bahádur sah egészsége megromlott, a kisebb hatalmú testvérek támogatásért fordultak Zulfikár kánhoz (Rafi-us-San 1712. február 2-án, Dzsahandár 1712. február 8-án), aki végül is a leggyengébb, Dzsahandár mellé állt. A megegyezés szerint a birodalmat 3 részre osztották volna. Dzsahandár Hindusztán uralkodója lett volna, érméket veretett volna és a pénteki imákat neki szentelték volna. Rafi-us-San megkapta volna Kabult, Kasmírt, Multánt, Tatthát és Bakkart. Dzsahán Sáh pedig a Dekkánt, a Narmada folyótól Ceylonig. Zulfikár kán lett volna az egyetlen hadvezér Dzsahandár udvarában, a másik kettőnél katonai helytartói lettek volna.
A sah halálhírére Azim-us-San ejtett pár könnyet, majd megszólaltak a dobok az új uralkodó tiszteletére. A herceg tanácsadói figyelmeztettek, hogy Zulfikár kán nyílt ellensége és megpróbálták elfogni, ám megszökött.

## Az Azim-us-San elleni harc
Az elkövetkező 3 napon Zulfikár kán sereget gyűjtött és megerősítette szövetségét a három herceggel. Meglátogatta Rafi-us-Sant és Dzsahán Sáhot és sürgette őket, hogy vegyenek fel uralkodói címeket. 2-3 napon belül hatalmas zsoldos sereget verbuváltak és megindultak Azim-us-San felé.
Az összeütközés előtt a versengő feleknek a következő katonai erő állt rendelkezésére: a három fivér oldalán 53 ezer lovas és 68 ezer gyalogos (Dzsahandár 20 ezer lovas, 30 ezer gyalogos, Rafi-us-San 8 ezer lovas, 8 ezer gyalogos, Dzsahán Sáh 25 ezer lovas, 30 ezer gyalogos) és Azim-us-San oldalán 30 ezer lovas és 30 ezer gyalogos.
A testvérek hozzáállása a csatához különböző volt. Dzsahán Sáh például öntelt véleménye szerint neve hallatára ellenségei megfutamodnak. Halogató álláspontjáról és fukarságáról is híres volt és nem fizette jól katonáit.
Volt másik oldala is a hercegnek. 1712. március 15-én egy tüzérségi párbaj után Dzsahandár egyik kétezer fős csapata parancs nélkül támadásba lendült és a pusztulástól csak Sáh Dzsahán gyors beavatkozása mentette meg őket. A herceg megsebesült a karján a csatában, de hősiességét Zulfikár kán is elismerte.
A csata még március 18-ig folytatódott és a szerencse Azim-us-San ellen fordult, aki végül is elefántja hátán belefulladt a Ravi-folyóba.

## A zsákmány elosztása
Miután a csatában Zulfikár kán legyőzte legerősebb ellenlábasát, kevélysége minden határt átlépett. A megegyezett vagyonelosztást kifogásokkal halogatta a két fiatalabb fivér rovására remélve, hogy azok bérencei a zsold hiányában otthagyják uraikat.

## Végső összecsapás
Mikor minden kétely eloszlott Zulfikár szándékai körül, a két fiatalabb fivér új sereget gyűjtött. Azim-us-San Lahorba menekült katonái beálltak Dzsahán Sáh lobogója alá. Így sikerült 3-4 ezer tapasztalt katonát szereznie.
Dzsahandár is felfogadott szökevény katonákat. Azim-us-San halálát követő nyolcadik napon befejeződtek a felkészülések egy újabb csatára.
1712. március 26-án Dzsahán Sáh vonultatta fel elsőnek seregét, de Dzsahandár sem késlekedett.
Egész nap folyt a csata. Az elkövetkező éjszaka folyamán mindkét oldalról sok katona hagyta ott a tábort. Dzsahán Sáh lőszerraktárját is felrobbantották.
Másnap megújult hévvel folytatódott a csata délig, mikorra kifáradt mindkét fél katonasága. Rasztam Dil kán ekkor Dzsahán Sáhhal egyetemben gyors támadást intézett elefántháton Dzsahandár táborára. A felvert porban az elefántok nem tudták tartani a frontvonalat és csoportokra oszlottak. Rasztam Dil kán csapata eljutott Dzsahandár sátoráig és menekülésre kényszerítette a herceget és elfogta a fiát, Azz-ud-Din herceget.
Időközben Dzsahán Sáh alig ezer fős csapata élén egy rejtőzködő muskétás egységbe rohant, akik meglepetésszerűen tüzet nyitottak rájuk és lendületét vesztette a támadás.
Zulfikár kán fülébe jutott, hogy Dzsahandár és serege menekül és Dzsahán Sáh elszakadt seregétől. Azonnal a helyszínre sietett és a muskétásokat megtámogatva megfordította a csata menetét. Dzsahán Sáh fiát, Farkhunda Akhtárt fejbe lőtték és meghalt. Hamarosan apja is halálos sebet kapott.

## Fordítás
Ez a szócikk részben vagy egészben  a   Jahan Shah (Mughal prince) című angol Wikipédia-szócikk ezen változatának fordításán alapul.  Az eredeti cikk szerkesztőit annak laptörténete sorolja fel. Ez a jelzés csupán a megfogalmazás eredetét és a szerzői jogokat jelzi, nem szolgál a cikkben szereplő információk forrásmegjelöléseként.